# Тетельбаум Семен Ісакович
Семе́н Іса́кович Тетельбаум (7 липня 1910 — 24 листопада 1958) — радіотехнік родом з Києва, член-кореспондент АН УРСР (з 1948).
По закінченні Київського Політехнічного Інтституту (1932) працював у ньому (з 1940 — професор), з 1945 — керівник лабораторії струмів високої частоти Інституту Електротехніки АН УРСР, декан Радіотехнічного факультету Київського Політехнічного Інтституту. Основні праці Тетельбаума стосуються безпровідного передавання енергії на далекі віддалі, нових ефективних методів модуляції питань телебачення й радіолокації, створення генераторів надвисокої частоти тощо.
З 1958 р. був призначений відповідальним редактором журналу «Известия высших учебных заведений Министерства высшего и среднего специального образования СССР. Радиотехника» (Известия вузов МВиССО СССР. Радиотехника).
С. І. Тетельбаум опублікував дві роботи, що стосуються фізики космосу — «К вопросу о круговороте материи в бесконечной вселенной» і «До питання про інтенсивність та спектральний склад метагалактичного випромінювання». Роботи ці досьогодні майже ніким належним чином не оцінені.
А, між іншим, у другій роботі на підставі гіпотези круговороту речовини й енергії у всесвіті дано розрахунок спектру мікрохвильового фону — того, що у нас називають реліктовим випромінюванням. Думається ідеї, висловлені С. І. Тетельбаумом у цих статтях, чекають свого часу.
Автор понад 150 праць.